# Université nationale de San Martín
L'université nationale de San Martín (Universidad Nacional de General San Martín ou UNSAM) est une université publique argentine dont le siège principal se situe dans la ville de San Martín, dans la partie est du Grand Buenos Aires. Elle a été créée en 1992.
L’université nationale de San Martín est née de la volonté de décentraliser les grandes universités de la ville de Buenos Aires et du désir de la municipalité de San Martín d’avoir sa propre université. Si l’université est créée formellement en 1992, les premières activités académiques ne commencent qu’en 1994. Son recteur est Carlos Rafael Ruta.

## Organisation
L’université comporte 14 unités académiques :
- L’École de Sciences et Technologies
- L’École d’Économie et de Commerce
- L’École d’Humanités
- L’École de Sciences Politiques
- L’Institut de Recherches en Biotechnologies
- L’Institut de Recherches et d’Ingénierie Environnementale
- L’Institut de la Qualité Industrielle (INCALIN)
- L’institut de Technologie Nucléaire Dan Beninson
- L’Institut Sabato
- L’Institut des Hautes Études Sociales (IDAES)
- L’Institut d’Etudes en Sciences juridiques
- L’Institut de Recherches sur le Patrimoine Culturel
- L’Institut des Sciences de la Rééducation.